# El cerrojo (Fragonard)
El cerrojo es una escena galante pintada por Jean-Honoré Fragonard en 1777. Se trata de una de las obras más célebres del pintor, verdadera referencia de la pintura del siglo XVIII. La interpretación más común sugiere que la ambigua escena representa a dos amantes abrazándose en un dormitorio, el hombre corriendo el cerrojo de la puerta.
El lienzo se conserva en el Museo del Louvre, en la sección dedicada a la pintura francesa del siglo XVIII, en el segundo salón del ala Sully.
Esta pintura, verdadero símbolo del espíritu libertino dieciochesco, refleja el estado de ánimo adoptado por los pintores de la época, sobre todo François Boucher, uno de los maestros de Fragonard y gran representante de la pintura rococó.

## Historia
La obra fue encargada en el año 1773 por Louis-Gabriel Véri-Raionard, marqués de Véri (1722-1785). Realizada para este coleccionista reputado y exigente, esta pintura erótica, aparentemente ligera pero afirmando una ambición real, se inscribe en un conjunto de representaciones amorosas, a veces pícaras, eminentemente representativas del espíritu de la alta sociedad francesa a partir de la Regencia de Felipe de Orleans. La tela parece inaugurar una renovación profunda de la inspiración de Fragonard, que se había iniciado en la pintura de historia, sobre todo con Jeroboam sacrificando a los ídolos, primer premio de Roma en 1752. La obtención de esta distinción permitió a Fragonard gozar de una inmensa notoriedad. Sus escenas galantes fueron muy populares y recibió numerosos encargos de la nobleza; como la del barón de Saint-Julien para Los felices azares del columpio (1767).

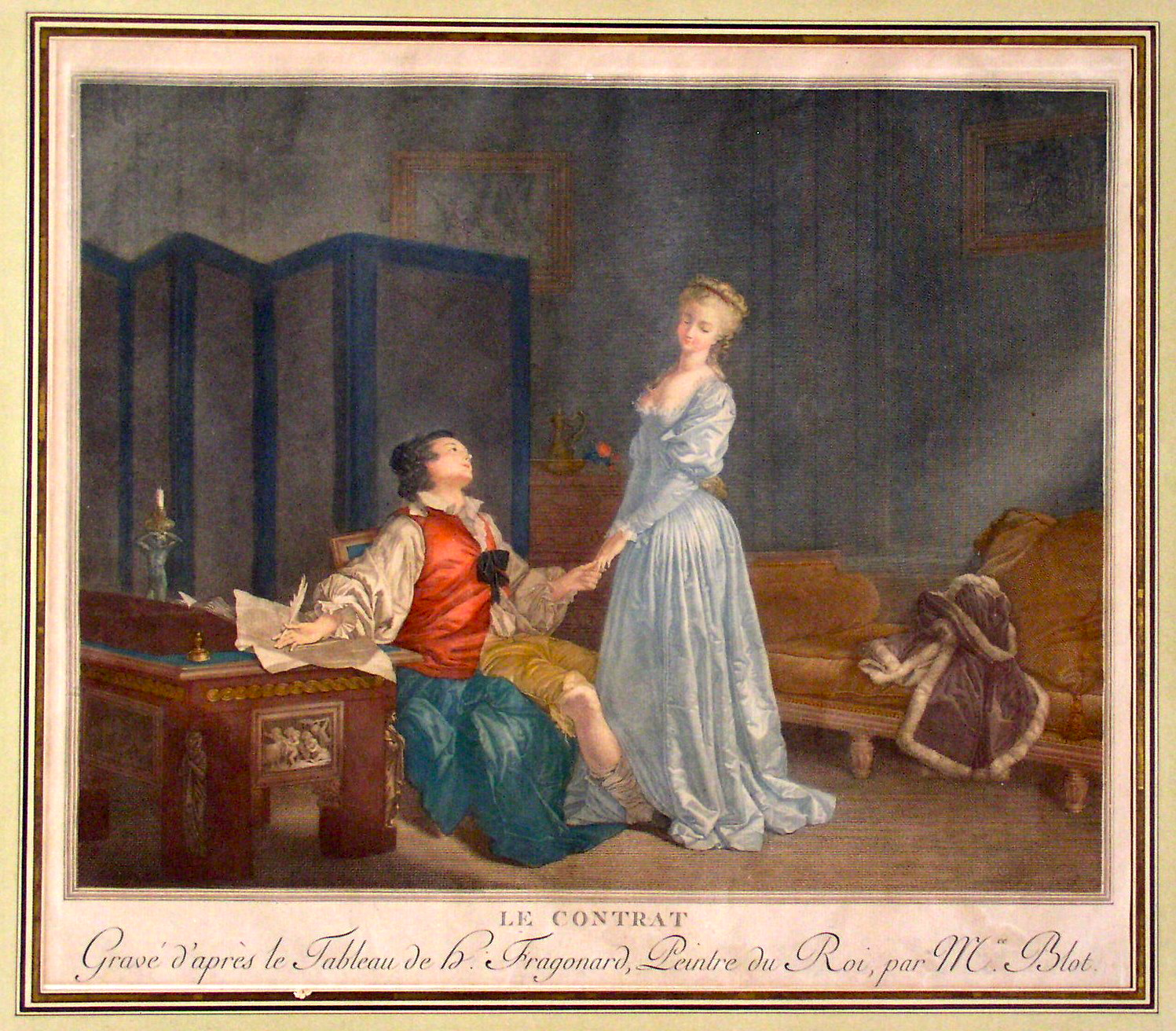
El contrato (1792), grabado de Maurice Blot de la obra de Fragonard.

Originalmente, Fragonard había ideado para el Cerrojo «un pendant más conveniente: 'El contrato'», a su vez continuación de otro llamado El armario. El cuadro, que pertenecía a la colección del marqués de Véri, se ha perdido y solo se conoce por el grabado de Maurice Blot, que ocho años antes, había realizado otro grabado del Cerrojo. Esta estampa, considerada como mediocre, tuvo no obstante gran éxito, en buena parte debido a la fama de Fragonard. Una teoría considera que el conjunto que sería El contrato y El cerrojo constituiría, con El armario, otro cuadro de Fragonard, los tres capítulos de una novela con una aventura entre dos amantes. El cerrojo ilustraría el inicio de la pasión de la pareja, El armario, el descubrimiento de su aventura al ser pillados in fraganti y en El contrato, su reconciliación.

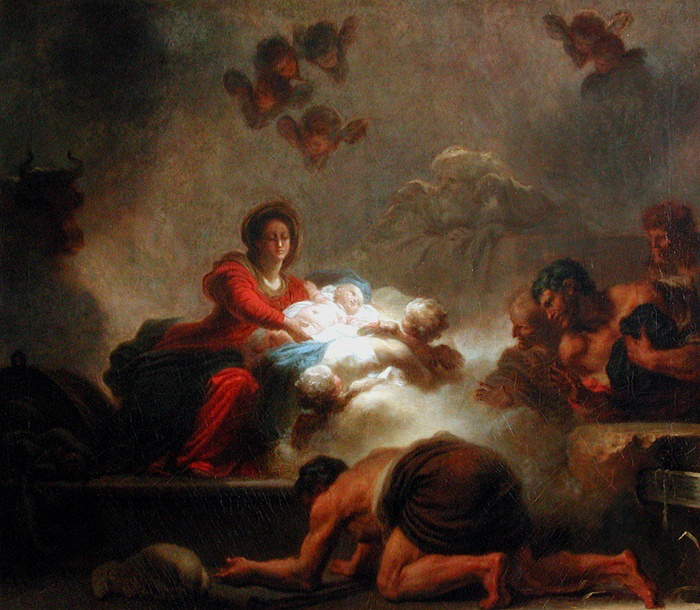
La adoración de los pastores (1775) de Fragonard, pendant del Cerrojo, museo del Louvre, París.

Sin embargo, el pendant o pareja de El cerrojo acabó siendo sorprendentemente una escena religiosa, La adoración de los pastores (1775). Este lienzo, igualmente encargado por el marqués, habría sido sugerido por Fragonard mismo. Aunque algunos lo relacionan con el anticlericalismo tanto de libertinos como de ilustrados, su fin era contrastar el amor carnal o libertino, tan propio del siglo XVIII, y el amor sagrado, religioso.
El cerrojo fue vendido por el marchante de arte François Heim al Louvre en 1974 por 5 150 000 francos. La adoración de los pastores fue donada al Louvre en 1988 por el señor Roberto Polo y señora. Las dos obras volvieron así a ser reunidas, oponiendo nuevamente el amor sagrado y el amor profano, destino original del conjunto.

### El caso deEl cerrojo
La cesión de la obra al Louvre fue objeto de un importante proceso judicial cuando los vendedores anteriores descubrieron la verdadera identidad de la obra y pidieron la nulidad de la venta.
Cuando Heim adquirió El cerrojo en subasta, estaba designada como «atribuido a Fragonard»: cierta duda subsistía entonces sobre la autoría del cuadro. El marchante, especializado en obras de antiguos maestros, restauró la pieza y comprobó su autenticidad, lo que aumentó considerablemente su valor y le permitió revenderla al Louvre por cinco millones de francos.
Con ocasión de la cesión al museo, los herederos de Jean André Vincent, que había vendido el cuadro a Heim, descubrieron la autenticidad y pidieron la anulación de la subasta por error sobre una de las cualidades sustanciales de la obra.
No obstante, la primera sala de lo civil del Tribunal de casación, confirmó las decisiones de los jueces de instrucción, y se negó a pronunciar esta nulidad en una célebre sentencia el 24 de marzo de 1987. Efectivamente, retuvo que la mención «atribuida a Fragonard» arrojaba dudas sobre la autenticidad del cuadro pero no la excluía. Esta duda, este azar con respecto a la autenticidad, era conocido tanto por el vendedor como por el comprador durante la venta: ni el uno ni el otro habían pues cometido una equivocación, habían comprado un cuadro que sabían que podía ser de Fragonard. A partir de esta jurisprudencia la doctrina formuló el principio según el cual «El azar ahuyenta el error».

### Boceto

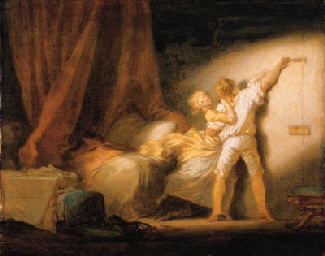
Boceto de El cerrojo vendido en Christie's el 17 de diciembre de 1999.

Un boceto del cuadro, procedente de la colección de Akram Ojjeh de 26 × 32,5 cm fue vendido en Christie's el 17 de diciembre de 1999 por la suma de 5 281 500 libras esterlinas, equivalente a 8 080 000 euros.

## Descripción
La tela mide 73 × 93 cm. Representa a una pareja abrazada en un dormitorio en penumbra. La mujer, ataviada con un vestido de raso dorado, parece querer zafarse de su amante, echando la cabeza hacia atrás y apartando el rostro que pretende besarla, mientras estira el otro brazo que resulta demasiado corto para alcanzar el cerrojo. El amante es el que alcanza el pestillo de la puerta cerrando la alcoba donde parece haber sucedido un forcejeo, la cama deshecha, una silla volcada...
Varios elementos llaman la atención, sobre todo, una manzana encima de la mesa en la penumbra, símbolo del pecado. La luz cae sobre la pareja, como un proyector, mientras que las cortinas del dosel de la cama cuelgan de manera teatral; las telas ocupan efectivamente más de la mitad de la superficie pintada.
El claroscuro empleado recuerda al de Rembrandt. El uso de la luz también sirve para contrastar el conjunto original. En El cerrojo la luz cae sobre los personajes, mientras en La adoración de los pastores emana de ellos, enfatizando la diferencia entre lo sagrado, que ilumina el alma, y lo profano, sin brillo propio.

### Composición

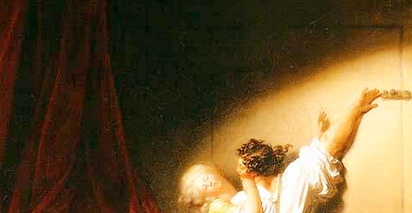
En este detalle, la diagonal que estructura la obra es claramente visible.

El cuadro se divide en dos partes, siguiendo una clara diagonal que opone el lado derecho, a plena luz, con la pareja abrazada, con el lado izquierdo, en la penumbra, con la cama y las colgaduras. La obra está estructurada entre estos dos espacios. En uno, la acción presenta los hechos mientras el otro, abundando en elementos simbólicos, permite la interpretación. Esta construcción amplifica el movimiento de los personajes que parecen atraídos hacia el cerrojo, elemento discreto pero fundamental. Sin este último, pintado descentrado, arriba a la derecha del lienzo, no existiría el dinamismo que lo convierte en una obra maestra. Además, la diagonal guía la mirada de la cama al cerrojo, o viceversa, vinculando ambos espacios. Con El cerrojo, Fragonard «afirma que pintar es un acto que pone en escena un asunto que no es visible pero que salta a la vista» y, al hacerlo, invita al espectador a asumir el papel poco delicado de voyeur.

## Interpretación
La dimensión erótica de la escena, más allá del abrazo de sus dos protagonistas, se expresa en la decoración, cuando menos teatral, que los rodea. Primeramente, el pesado dosel de terciopelo carmesí, color que sugiere pasión, se enrolla y repliega en una forma cuya dimensión fálica parece evidente. Verdadero símbolo del deseo sexual, ocupa más de la mitad del encuadre.
Asimismo, algunos ven en la forma de la almohada la representación de un pecho de mujer, detalle que se opone así al símbolo de la virilidad con un delicado guiño a los atributos de la feminidad.
Estos elementos, que pueden parecer audaces, solo se desvelan discretamente, camuflados en el desorden y la penumbra de una cama de amor. La elección de los colores también apunta en este sentido. Tanto los personajes, a plena luz, como la cama, abundan en matices de rojo y marrón, invitando a una profunda intimidad. El cerrojo mismo, con su varilla deslizante, es un objeto de lo más ambiguo.

### Uso de símbolos
Dos símbolos se enfrentan en la composición. El primero es la manzana, símbolo obvio del Pecado Original relatado en el Génesis. Se encuentra a la luz, bien visible, como testigo del pecado que cometen los amantes.

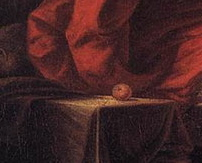
Detalle de la manzana.

El otro elemento simbólico es un ramito de flores caídas en el suelo abajo a la derecha. Símbolo de desfloración o pérdida de la virginidad, a la que probablemente alude también el cántaro volcado intacto en la mesa (el cántaro roto era otro símbolo de la desfloración). Podría ser una crítica velada al vicio que corrompe la virtud.
Todos los movimientos de la pareja están orientados hacia el cerrojo. El brazo izquierdo del hombre estrecha a su amante mientras que su brazo derecho está extendido hacia el cerrojo. La mujer, ella también, extiende un brazo hacia el cerrojo, no se sabe bien si para cerrarlo ella misma o si se trata de un intento de huida. En los bocetos iniciales, la figura femenina muestra un rostro más travieso, lo que induce a ver en su actitud esa fingida resistencia tan apreciada por los libertinos, pero en la obra final la sensación es muy distinta.
Esto lleva a preguntarse si realmente lo contemplado es una escena de amor o una violación. Los partidarios de la primera hipótesis se basan en el desorden de la cama y el atuendo del hombre, en ropa interior. Los de la segunda ven en el aparente desorden, donde se encuentra la joven mujer, una prueba de su resistencia.

## La decadencia del libertino
El Cerrojo anuncia, en la continuidad de la obra de Fragonard y de sus contemporáneos, un cambio de mentalidad en la sociedad francesa del siglo XVIII. La manera de escribir, de opinar, se había teñido de un libertinaje confeso. Pero en la década de 1770 se aceleró el regreso a los valores morales en la literatura y la sociedad. En 1782 se publica Las amistades peligrosas de Pierre Choderlos de Laclos, novela epistolar donde dos libertinos arquetípicos, el vizconde de Valmont y la marquesa de Merteuil, sufren el descrédito, la decadencia o la muerte.

#### Monografías
- Arasse, Daniel (1992). Le Détail (en francés). Paris: Flammarion. p. 459.
- Aumont, Jacques (1996). [El cerrojo (Fragonard) en Google Libros Pour un cinéma comparé : influences et répétitions] |url= incorrecta (ayuda) (en francés) 9. Paris: Cinémathèque française, Musée du cinéma. p. 87 |página= y |páginas= redundantes (ayuda). ISBN 978-2-900596-16-6.
- Pierre Cabanne (1987). Fragonard. Paris: Somogy. p. 57 et 58 |página= y |páginas= redundantes (ayuda). ISBN 978-2-85056-184-9. Cabanne.
- Cuzin, Jean Pierre (1987). Jean-Honoré Fragonard. Vie et œuvre (en francés). Fribourg-Paris: Office du livre. p. 381. ISBN 978-2-8264-0077-6.
- Cuzin, Jean Pierre; Salmon, Dimitri (2007). Fragonard (en francés). Paris: Mengès. p. 240. ISBN 978-2-85620-478-8.
- Olivier Deshayes (2010). [El cerrojo (Fragonard), p. PA5, en Google Libros Le désir féminin ou l'impensable de la création] |url= incorrecta (ayuda) (en francés). Paris: L'Harmattan. p. 278. ISBN 978-2-296-11059-5. Deshayes.
- Dupuy-Vachey, Marie-Anne; Jean-Honoré Fragonard, musée Jacquemart-André (2007). [El cerrojo (Fragonard) en Google Libros Fragonard] |url= incorrecta (ayuda) (en francés). Paris: Snoeck. p. 183. ISBN 978-90-5349-655-8.
- Duvignaud, Françoise (1994). [El cerrojo (Fragonard), p. PA3, en Google Libros Terre mythique, terre fantasmée : l'Arcadie] |url= incorrecta (ayuda) (en francés). Paris: Editions L'Harmattan. p. 285. ISBN 978-2-7384-2246-0. Consultado el 10/11/2010.
- Gault de Saint-Germain, Pierre Marie; Jean-Honoré Fragonard, musée Jacquemart-André (1808). [El cerrojo (Fragonard) en Google Libros Les Trois siècles de la peinture en France ou Galerie des peintres français, depuis François Ier jusqu'au règne de Napoléon,...] |url= incorrecta (ayuda) (en francés). Paris: Belin fils. p. 223 |página= y |páginas= redundantes (ayuda).
- de Goncourt, Edmond; de Goncourt, Jules (2006). Fragonard (en francés). Paris: Editions L'Harmattan. p. 65. ISBN 978-2-296-01953-9. Consultado el 10/12/2010.
- de Goncourt, Edmond (1901). [El cerrojo (Fragonard) en Google Libros L'art du XVIIIe siècle : sér. Eisen. Moreau. Debucourt. Fragonard. Prudhon (1901)] |url= incorrecta (ayuda) (en francés) 3. Paris: E. Fasquelle. Consultado el 10/12/2010.
- Faroult, Guillaume (2007). Le verrou de Fragonard. So (en francés). Paris: Coédition RMN / Musée du Louvre. p. 64. ISBN 978-2-7118-5387-8.
- Langlais, Xavier de (1959). La Technique de la peinture à l'huile. (en francés). Paris: Réunion des musées nationaux. p. 413.
- Lévêque, Jean Jacques; Fragonard, Jean-Honoré (1987). La vie et l'œuvre de Jean-Honoré Fragonard (en francés) 9. Paris: ACR édition. p. 238. ISBN 978-2-86770-022-4.
- Portalis (baron), Roger (1889). Honoré Fragonard : sa vie et son œuvre... (en francés) 1. Paris: J. Rothschild. p. 107.
- Portalis (baron), Roger (1889). Honoré Fragonard, sa vie et son œuvre (en francés) 2. Paris: J. Rothschild. p. 348.
- Sensier, Alfred (1881). La Vie et l'œuvre de J.-F Millet (en francés). Paris: Éditions A. Quantin.

#### Artículos
- Foucart, Jacques; Musée du Louvre. Département des peintures (1992). Nouvelles acquisitions du Département des peintures (1987-1990) (en francés). Paris: Réunion des musées nationaux. p. 235. ISBN 978-2-7118-2479-3.
- Faroult, Guillaume (2007). [El cerrojo (Fragonard) en Google Libros Jean-Honoré Fragonard, Le verrou] |url= incorrecta (ayuda). Solo (en francés) 37. Paris: Réunion des musées nationaux. p. 56. ISBN 978-2-35031-158-6.
- Musée des arts décoratifs (France) (1964). Cent chefs-d'œuvre du musée des arts décoratifs (en francés). Paris: Le Musée. p. 159.
- Conseil des musées nationaux (France) (1974). [El cerrojo (Fragonard) en Google Libros La Revue du Louvre et des musées de France] |url= incorrecta (ayuda) (en francés) 24. Paris: Conseil des musées nationaux. p. 274.
- France. Ministère de la culture et de la communication; Galeries nationales du Grand Palais (France); Réunion des musées nationaux (France) (1980). Cinq années d'enrichissement du Patrimoine national, 1975-1980 : donations, dations, acquisitions : Exposition Galeries nationales du Grand Palais, 15 novembre 1980-2 mars 1981 (en francés). Paris: Éditions de la Réunion des musées nationaux. p. 112. ISBN 978-2-7118-0174-9.
- Rosenberg, P.; Dupuy, M.-A. (1987). Fragonard, catalogue d'exposition Paris, Grand Palais, 24 septembre 1987-4 janvier 1988 ; New York, Metropolitan Museum of Art, 2 février-8 mai 1988 (en francés). Paris: Editions de la Réunion des musées nationaux.
- Courrier Européen (1865). [El cerrojo (Fragonard), p. PA429, en Google Libros Gazette des Beaux-Arts de l'Art et de la Curiosité] |url= incorrecta (ayuda) (en francés). Paris: Courrier Européen. p. 592.
- Charavay, A. (1985-1907). Revue de l'art français ancien et moderne (en francés). Paris.
- Connaissance des arts (en francés). Paris: Société Française de Promotion Artistique. 1974. pp. numéros 271 à 274.
- Franck, J. (1989). Le Verrou dans l’œuvre de Fragonard (en francés) 227. L'Estampille. p. 68-69.
- Thuillier, J. (1974). Tableaux de Fragonard et meubles de Cressen (en francés) 10. Paris: Le Petit Journal des grandes expositions.
- Cuzin, J.-P. (1987). Jean-Honoré Fragonard, vie et œuvre (en francés). Fribourg: Le Petit Journal des grandes expositions.

- Datos: Q3228069
- Multimedia: The Bolt by Jean-Honoré Fragonard / Q3228069